# Vladimir Milić
Vladimir Milić (né le 23 octobre 1955 à Žegar) est un athlète serbe, spécialiste du lancer du poids.

## Biographie
Concourant sous les couleurs de la Yougoslavie, il remporte le titre des Championnats d'Europe en salle 1982 de Milan, grâce à un jet à 20,45 m, devançant le Tchécoslovaque Remigius Machura et l'autre Yougoslave Jovan Lazarević.
Il remporte les Jeux méditerranéens de 1979 et se classe troisième en 1983.

### Palmarès
| Date | Compétition                    | Lieu       | Résultat | Marque  |
| ---- | ------------------------------ | ---------- | -------- | ------- |
| 1979 | Jeux méditerranéens            | Split      | 1er      | 20,58 m |
| 1980 | Jeux olympiques                | Moscou     | 8e       | 20,07 m |
| 1982 | Championnats d'Europe en salle | Milan      | 1er      | 20,45 m |
| 1982 | Championnats d'Europe          | Athènes    | 4e       | 20,52 m |
| 1983 | Championnats d'Europe en salle | Budapest   | 5e       | 19,21 m |
| 1983 | Jeux méditerranéens            | Casablanca | 3e       | 19,40 m |
| 1986 | Championnats d'Europe          | Stuttgart  | 7e       | 19,85 m |
| 1987 | Championnats d'Europe en salle | Liévin     | 7e       | 19,30 m |

### Records
| Épreuve         | Épreuve   | Performance | Lieu     | Date            |
| --------------- | --------- | ----------- | -------- | --------------- |
| Lancer du poids | Plein air | 21,19 m     | Belgrade | 18 août 1982    |
| Lancer du poids | Salle     | 20,64 m     | Milan    | 30 janvier 1982 |